# Carl Henric Engelhart
Carl Henric Engelhart, född 1794, död 1882, var en svensk jurist. Han var son till Johan Henric Engelhart.
Engelhart var justitieråd 1833–1859. Han blev kommendör med stora korset av Nordstjärneorden 1851. Bengt Hildebrand skriver om Engelhart i Svenskt biografiskt lexikon: "Denne, som var högt begåvad och en duglig ämbetsman, hade även stora skönlitterära intressen". Engelhart är begravd på Solna kyrkogård.